# Enzo Mascherini
Enzo Mascherini (Florència, 6 d'agost de 1910 - Liorna, 29 de juliol de 1981) fou un baríton italià, un dels més destacats de la seva generació.
Va estudiar a Florència amb Titta Ruffo i Riccardo Stracciari i va debutar el 1937, com a Giorgio Germont a La traviata, i també va cantar en l'estrena de Gian Francesco Malipiero d'Antonio e Cleopatra, el 1938. Va fer el seu debut al Teatro San Carlo de Nàpols, el 1939, i al Teatre alla Scala de Milà, el 1940. Va aparèixer en dues llegendàries actuacions al costat de Maria Callas, la primera al Maggio Musicale Fiorentino, el 1951, com a Montforte a I vespri siciliani, dirigit per Erich Kleiber, i en la nit inaugural de la temporada de 1952-1953 a La Scala, Macbeth, dirigit per Victor de Sabata.
Després de la guerra, va començar una carrera internacional, actuant a París, Viena, Praga, Londres, Ciutat de Mèxic, Rio de Janeiro Chicago, San Francisco, etc. El 1946 i 1947, Mascherini va aparèixer a la New York City Opera a La bohème (com a Marcello) La traviata (amb Dorothy Kirsten) Pagliacci (com a Silvio, i més tard com a Tonio) Rigoletto, Andrea Chénier (al costat de Vivian della Chiesa) i Il barbiere di Siviglia (amb Luigi Infantino i Virginia MacWatters).
Va fer el seu debut a la Metropolitan Opera el 7 desembre de 1949 com a Marcello a La bohème amb Bidú Sayao com a Mimì, Ferruccio Tagliavini com a Rodolfo, Lois Hunt com a Musetta, i Giuseppe Antonicelli en la direcció. Va actuar en altres funcions en el MET la temporada 1949-1950, incloent Germont a La traviata (amb Licia Albanese com a Violetta i Jan Peerce com a Alfredo, Lescaut a Manon Lescaut (amb Richard Tucker com a Des Grieux) Valentin a Faust (amb Giuseppe di Stefano en el paper principal) i el paper principal en l'òpera Rigoletto (amb Erna Berger com a Gilda). També es feu una gira per Sud-àfrica el 1951.
Actuà al Gran Teatre del Liceu de Barcelona.
La seva veu era poderosa i amb tècnica sòlida. Quan es retirà dels escenaris es dedicà a l'ensenyament a Florència. Entre els seus deixebles va tenir el baríton Alexander Malta.